# Annerose Fiedler
Annerose Fiedler, nata Annerose Krumpholz (Kutzleben, 5 settembre 1951), è un'ex ostacolista tedesca, campionessa europea dei 60 metri ostacoli indoor nel 1974.

## Biografia
Nel 1972 prese parte ai Giochi olimpici di Monaco di Baviera classificandosi settima nei 100 metri ostacoli. Due anni dopo, nel 1974, raggiunse l'apice dei successi a livello internazionale: fu medaglia d'oro nei 60 metri piani ai campionati europei di atletica leggera indoor di Göteborg e vinse l'argento nei 100 metri piani agli europei outdoor di Roma.
Nel 1975 si classificò quarta ai campionati europei indoor di Katowice nei 60 metri ostacoli e si laureò campionessa nazionale dei 100 metri ostacoli, mentre nel 1976 fu campionessa nazionale dei 60 metri ostacoli indoor. La sua ultima esperienza internazionale risale al 1978, quando arrivò sesta ai Campionati europei di Praga.
Sposò l'atleta Klaus Fiedler, dal quale però divorziò. Successivamente sposò il suo allenatore Eberhard König, da cui ebbe una figlia, Nadja, che seguì le orme della madre diventando una velocista.

## Palmarès
| Anno | Manifestazione  | Sede              | Evento             | Risultato | Prestazione | Note                          |
| ---- | --------------- | ----------------- | ------------------ | --------- | ----------- | ----------------------------- |
| 1972 | Giochi olimpici | Monaco di Baviera | 100 metri ostacoli | 7ª        | 13"27       |                               |
| 1974 | Europei indoor  | Göteborg          | 60 metri ostacoli  | Oro       | 8"08        | Miglior prestazione personale |
| 1974 | Europei         | Roma              | 100 metri ostacoli | Argento   | 12"89       | Miglior prestazione personale |
| 1975 | Europei indoor  | Katowice          | 60 metri ostacoli  | 4ª        | 8"25        |                               |
| 1978 | Europei         | Praga             | 100 metri piani    | 6ª        | 13"09       |                               |

## Campionati nazionali
- 1 volta campionessa tedesca orientale assoluta dei 100 metri ostacoli (1975)
- 1 volta campionessa tedesca orientale assoluta dei 50 metri ostacoli (1976)